# Beauval
Beauval és un municipi francès situat al departament del Somme i a la regió dels Alts de França. L'any 2007 tenia 2.146 habitants.

## Demografia

### Població

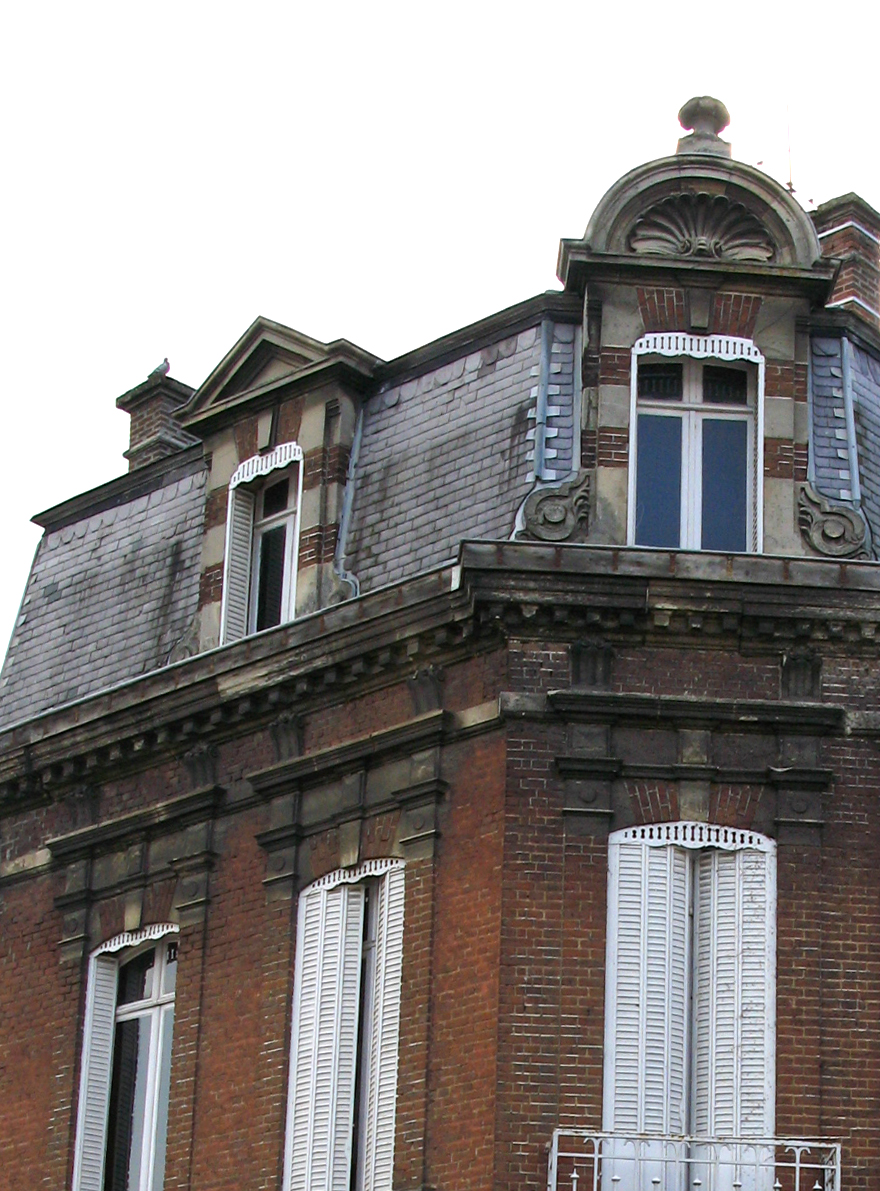

El 2007 la població de fet de Beauval era de 2.146 persones. Hi havia 796 famílies de les quals 191 eren unipersonals (47 homes vivint sols i 144 dones vivint soles), 239 parelles sense fills, 310 parelles amb fills i 56 famílies monoparentals amb fills.
La població ha evolucionat segons el següent gràfic:
Habitants censats

### Habitatges

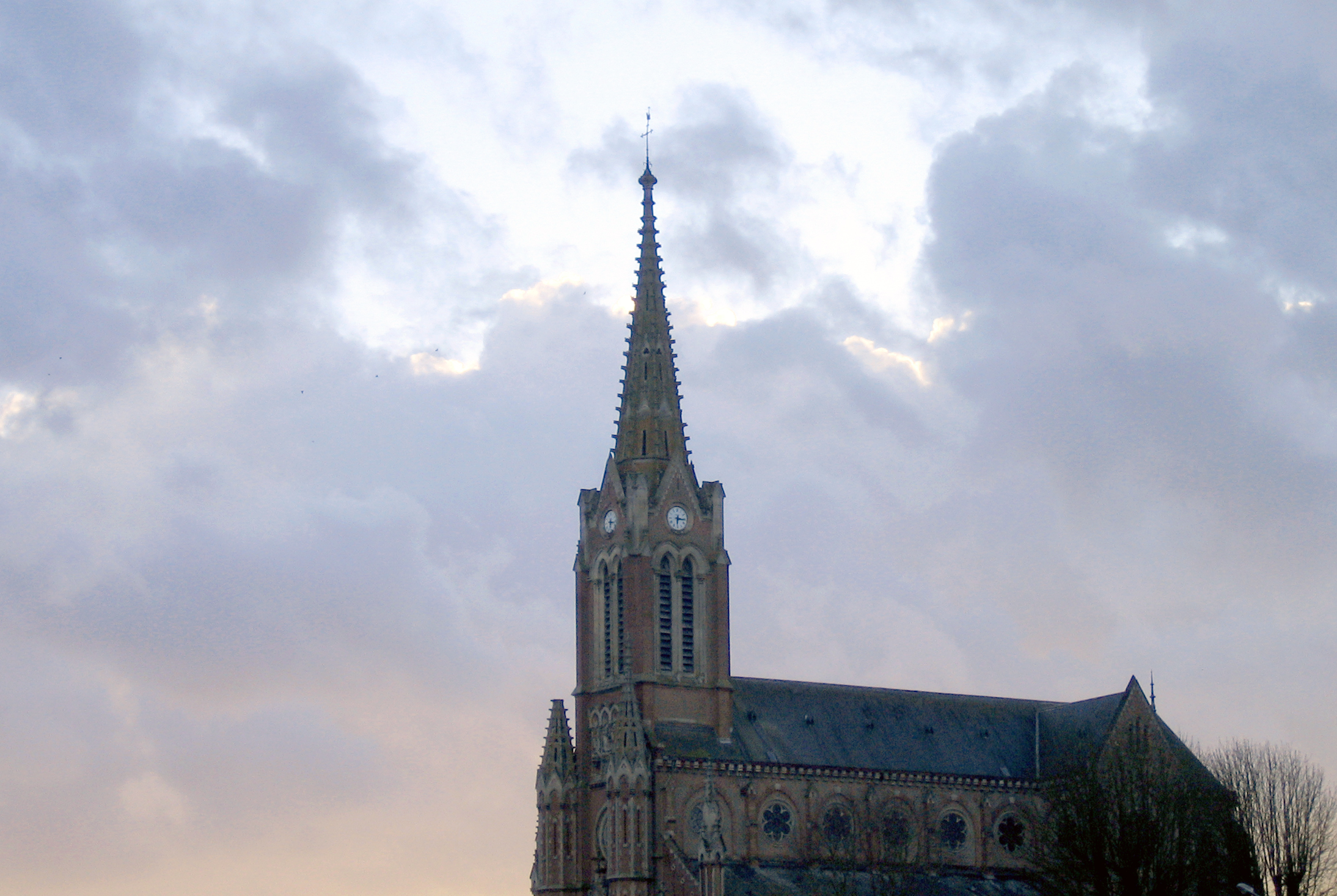
església

El 2007 hi havia 908 habitatges, 823 eren l'habitatge principal de la família, 23 eren segones residències i 62 estaven desocupats. 895 eren cases i 10 eren apartaments. Dels 823 habitatges principals, 636 estaven ocupats pels seus propietaris, 169 estaven llogats i ocupats pels llogaters i 18 estaven cedits a títol gratuït; 1 tenia una cambra, 11 en tenien dues, 132 en tenien tres, 247 en tenien quatre i 432 en tenien cinc o més. 501 habitatges disposaven pel capbaix d'una plaça de pàrquing. A 385 habitatges hi havia un automòbil i a 307 n'hi havia dos o més.

### Piràmide de població

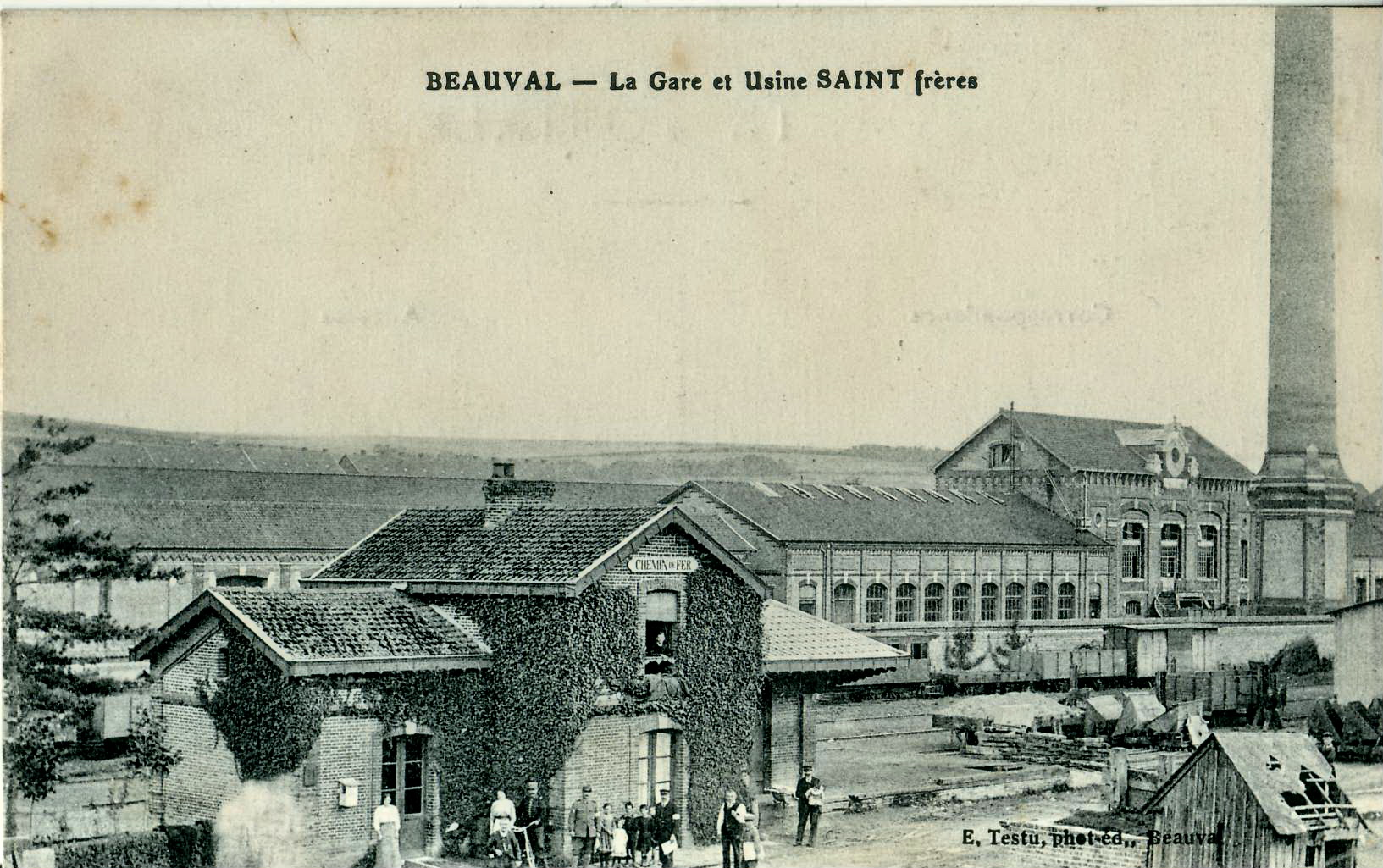
la gare

La piràmide de població per edats i sexe el 2009 era:
| Homes | Edats   | Dones |
| ----- | ------- | ----- |
| 0     | 95 o +  | 0     |
| 0     | 90 a 94 | 0     |
| 12    | 85 a 89 | 32    |
| 16    | 80 a 84 | 28    |
| 36    | 75 a 79 | 64    |
| 24    | 70 a 74 | 32    |
| 44    | 65 a 69 | 44    |
| 36    | 60 a 64 | 56    |
| 60    | 55 a 59 | 24    |
| 52    | 50 a 54 | 80    |
| 76    | 45 a 49 | 92    |
| 88    | 40 a 44 | 100   |
| 60    | 35 a 39 | 76    |
| 108   | 30 a 34 | 80    |
| 68    | 25 a 29 | 76    |
| 80    | 20 a 24 | 68    |
| 72    | 15 a 19 | 120   |
| 64    | 10 a 14 | 72    |
| 76    | 5 a 9   | 104   |
| 64    | 0 a 4   | 68    |

## Economia
El 2007 la població en edat de treballar era de 1.391 persones, 933 eren actives i 458 eren inactives. De les 933 persones actives 777 estaven ocupades (473 homes i 304 dones) i 156 estaven aturades (63 homes i 93 dones). De les 458 persones inactives 120 estaven jubilades, 140 estaven estudiant i 198 estaven classificades com a «altres inactius».

### Ingressos
El 2009 a Beauval hi havia 830 unitats fiscals que integraven 2.189,5 persones, la mediana anual d'ingressos fiscals per persona era de 15.598 €.

### Activitats econòmiques
Dels 48 establiments que hi havia el 2007, 2 eren d'empreses extractives, 2 d'empreses alimentàries, 1 d'una empresa de fabricació de material elèctric, 4 d'empreses de fabricació d'altres productes industrials, 9 d'empreses de construcció, 12 d'empreses de comerç i reparació d'automòbils, 2 d'empreses de transport, 3 d'empreses d'hostatgeria i restauració, 1 d'una empresa financera, 1 d'una empresa immobiliària, 1 d'una empresa de serveis, 7 d'entitats de l'administració pública i 3 d'empreses classificades com a «altres activitats de serveis».
Dels 13 establiments de servei als particulars que hi havia el 2009, 1 era una gendarmeria, 1 oficina de correu, 1 taller de reparació d'automòbils i de material agrícola, 1 autoescola, 2 paletes, 1 guixaire pintor, 2 lampisteries, 1 electricista, 2 perruqueries i 1 agència immobiliària.
Dels 7 establiments comercials que hi havia el 2009, 1 era una botiga de més de 120 m², 1 una botiga de menys de 120 m², 2 carnisseries, 1 una llibreria, 1 un drogueria i 1 una joieria.
L'any 2000 a Beauval hi havia 26 explotacions agrícoles que ocupaven un total de 1.748 hectàrees.

## Equipaments sanitaris i escolars
L'únic equipament sanitari que hi havia el 2009 era una farmàcia.
El 2009 hi havia 2 escoles maternals i 1 escola elemental.

## Poblacions més properes
El següent diagrama mostra les poblacions més properes.